# Silvertip Peak
Der Silvertip Peak ist ein Berggipfel im Shoshone National Forest im nordwestlichen Teil des US-Bundesstaates Wyoming. Sein Gipfel hat eine Höhe von 3246 m. Er befindet sich wenige Kilometer östlich des Yellowstone-Nationalparks und ist Teil der Absaroka-Bergkette in den Rocky Mountains. Im Gegensatz zum südwestlich gelegenen Avalanche Peak wird er selten bestiegen. Der Name Silvertip bezieht sich auf eine englische Bezeichnung für Grizzlybär.

## Belege
1. ↑  Silvertip Peak - Peakbagger.com. Abgerufen am 15. Dezember 2020.
2. ↑  Silvertip Peak : Climbing, Hiking & Mountaineering : SummitPost. Abgerufen am 15. Dezember 2020.